# Unterseeboot U-91 (1917)
Pour les autres navires du même nom, voir Unterseeboot 91.
L'Unterseeboot U-91 est l’un des 329 sous-marins servant dans la marine impériale allemande pendant la Première Guerre mondiale, prenant part à la première bataille de l'Atlantique. 

## Conception
Les sous-marins de type U 87 ont été précédés par les sous-marins de type U 81, plus courts. L'U-91 avait un déplacement de 757 tonnes en surface et 998 tonnes en immersion. Le navire avait une longueur hors tout de 65,80 m, et 50,07 m pour la coque sous pression, un maître-bau de 6,20 m, une hauteur de 9,35 m et un tirant d'eau de 3,88 m. Le sous-marin était propulsé par deux moteurs de 2400 ch (1800 kW) en surface et par deux moteurs de 1200 ch (880 kW) en immersion. Il avait deux arbres d'hélice. Il était capable de fonctionner jusqu’à 50 mètres.
La vitesse maximale du sous-marin était de 15,6 nœuds (28,9 km/h) en surface et de 8,6 nœuds (15,9 km/h) en immersion. Il pouvait parcourir 11380 milles marins (21080 km) à 8 nœuds (15 km/h) en surface et 56 milles marins (104 km) à 5 nœuds (9,3 km/h) en immersion. L'U-91 était armé de quatre tubes lance-torpilles de 50 centimètres, deux à l’avant et deux à l’arrière, de dix à douze torpilles et d’un canon de pont canon de 10,5 cm SK L/45. Il avait un équipage de trente-six hommes : trente-deux matelots et quatre officiers.

## Affectations
- IIIe flottille : du 13 décembre 1917 au 11 novembre 1918.

## Commandants
- Kapitänleutnant Alfred von Glasenapp[3] : du 17 septembre 1917 au 11 novembre 1918.

## Navires coulés
| Date             | Nom               | Nationalité  | Tonnage | Destin.   |
| ---------------- | ----------------- | ------------ | ------- | --------- |
| 24 décembre 1917 | Elmleaf           | Royaume-Uni  | 5948    | Endommagé |
| 28 décembre 1917 | Robert Eggleton   | Royaume-Uni  | 2274    | Coulé     |
| 2 janvier 1918   | Boston City       | Royaume-Uni  | 2711    | Coulé     |
| 4 janvier 1918   | Otto              | Royaume-Uni  | 139     | Coulé     |
| 5 janvier 1918   | Knightsgarth      | Royaume-Uni  | 2889    | Coulé     |
| 7 janvier 1918   | Premier           | Royaume-Uni  | 89      | Coulé     |
| 19 février 1918  | Beacon Light      | Royaume-Uni  | 2768    | Coulé     |
| 22 février 1918  | Haileybury        | Royaume-Uni  | 2888    | Coulé     |
| 23 février 1918  | Birchleaf         | Royaume-Uni  | 5873    | Endommagé |
| 23 février 1918  | British Viscount  | Royaume-Uni  | 3287    | Coulé     |
| 24 février 1918  | Renfrew           | Royaume-Uni  | 3830    | Coulé     |
| 2 mars 1918      | Bessy             | Royaume-Uni  | 60      | Coulé     |
| 20 avril 1918    | Florrieston       | Royaume-Uni  | 3366    | Coulé     |
| 21 avril 1918    | Landonia          | Royaume-Uni  | 2504    | Coulé     |
| 21 avril 1918    | Normandiet        | Royaume-Uni  | 1843    | Coulé     |
| 22 avril 1918    | Baron Herries     | Royaume-Uni  | 1610    | Coulé     |
| 26 avril 1918    | Ethel             | Royaume-Uni  | 100     | Coulé     |
| 27 avril 1918    | Gresham           | Royaume-Uni  | 3774    | Coulé     |
| 27 avril 1918    | Walpas            | Empire russe | 312     | Coulé     |
| 28 avril 1918    | Damao             | Portugal     | 5668    | Coulé     |
| 28 avril 1918    | Oronsa            | Royaume-Uni  | 8075    | Coulé     |
| 28 avril 1918    | Raymond           | France       | 109     | Coulé     |
| 1 juillet 1918   | Westmoor          | Royaume-Uni  | 4329    | Coulé     |
| 6 juillet 1918   | Port Hardy        | Royaume-Uni  | 6533    | Coulé     |
| 9 juillet 1918   | Silvia            | Italie       | 3571    | Coulé     |
| 13 juillet 1918  | Badagri           | Royaume-Uni  | 2956    | Coulé     |
| 16 juillet 1918  | Fisherman         | Royaume-Uni  | 136     | Coulé     |
| 25 juillet 1918  | Tippecanoe        | États-Unis   | 6187    | Coulé     |
| 1 octobre 1918   | Thérèse et Marthe | France       | 32      | Coulé     |
| 2 octobre 1918   | Maia              | France       | 185     | Coulé     |
| 2 octobre 1918   | Marie Emmanuel    | France       | 32      | Coulé     |
| 2 octobre 1918   | Ave Maris Stella  | France       | 22      | Coulé     |
| 4 octobre 1918   | Mercedes          | Espagne      | 2164    | Coulé     |
| 5 octobre 1918   | Heathpark         | Royaume-Uni  | 2205    | Coulé     |
| 5 octobre 1918   | Erindring         | Royaume-Uni  | 1229    | Coulé     |
| 8 octobre 1918   | Cazengo           | Portugal     | 3009    | Coulé     |
| 9 octobre 1918   | Pierre            | France       | 354     | Coulé     |
| 11 octobre 1918  | Luksefjell        | Norvège      | 2007    | Coulé     |
| 14 octobre 1918  | Bayard            | France       | 55      | Coulé     |